# Kasteel van Borbeck
Het Kasteel van Borbeck (Duits: Schloss Borbeck) is een kasteel in het stadsdeel Borbeck van de Duitse stad Essen (Noordrijn-Westfalen).

## Beschrijving
Het gebouw bestaat uit een hoofdgebouw en een langgerekt bijgebouw, dat zich ten noorden van het hoofdgebouw bevindt. Om het kasteel ligt een 42 hectare groot kasteelpark in Engelse landschapsstijl. Het drie verdiepingen hoge hoofdgebouw is omgeven door een zes tot negen meter brede slotgracht. Het sobere uiterlijk is het resultaat van renovatiewerkzaamheden die met name plaatsvonden in de 18e eeuw. Het noordelijk deel is licht gepleisterd en voorzien van twee vierkante hoektorens.

## Geschiedenis
De eerste vermelding van het gebied dateert uit 778 uit de tijd van Karel de Grote. Vanaf de 14e eeuw was het slot de residentie van de abdissen van het sticht Essen. In 1372 werd het voor het eerst kasteel genoemd, hetgeen erop duidt dat het gebouw sinds die tijd verstevigd was. Voor deze tijd was het gebouw in gebruik als rechtszaal en regeringsgebouw. In 1493 woede er een grote brand in het gebouw.
In 1590 werd het kasteel tijdens de Tachtigjarige Oorlog grotendeels verwoest maar door vorstin-abdis Elisabeth van Manderscheid-Blankenheim weer gerestaureerd en daarna als zomerverblijf gebruikt. In de jaren daarna werd het slot verschillende malen omgebouwd, tot het omstreeks 1650 onder vorstin-abdis Franziska Christine von Pfalz-Sulzbach zijn huidige uiterlijk kreeg.
Nadat het Sticht Essen in 1802 door Pruisen was geannexeerd, werd het slot in 1803 privébezit. In 1826 kocht Baron Clemens van Fürstenberg het landgoed. Hij liet de architect Theodor Freyse in neoklassieke stijl een nieuw bijgebouw bouwen op de plaats van de oude bijgebouwen. Ook realiseerde hij de stallen opnieuw. Nadat de baronnen van Fürstenberg in 1879 hun residentie naar het Kasteel Hugenpoet verlegden, stond het slot Borbeck leeg en werd het verwaarloosd.
In 1920 ging het kasteel open voor publiek waarbij het tegen betaling bezocht kon worden. Tijdens de Tweede Wereldoorlog werden er kleine betonnen bunkers gebouwd in het kasteelpark. Gedurende de oorlog bleef het gebouw intact. In 1941 werd het gebouw verkocht aan de stad Essen, die het in gebruik nam als overheidsgebouw. In de jaren 1950-1960 werd het gerestaureerd en ontdaan van veel waardevolle elementen en decoratie. Sinds 1983 is het gebouw in gebruik als opleidingsplaats en voor culturele evenementen. Ook is het gebouw in gebruik als trouwlocatie. Sinds 1985 is het een beschermd monument.